# Montendre
Montendre je francouzská obec v departementu Charente-Maritime v regionu Nová Akvitánie. V roce 2013 zde žilo 3 226 obyvatel.

## Poloha obce
Obec leží u hranic departementu Charente-Maritime s departementem Gironde.
Sousední obce jsou: Corignac, Coux, Donnezac (Gironde), Expiremont, Jussas, Pommiers-Moulons, Souméras a Sousmoulins.

## Vývoj počtu obyvatel
Počet obyvatel